# Landesregierung und Stadtsenat Häupl VI
Landesregierung und Stadtsenat Häupl VI fasst zwei verfassungsmäßig nicht identische Wiener Institutionen zusammen: den Wiener Stadtsenat und die Wiener Landesregierung der 20. Wahlperiode. Die Wahl der Stadträte fand am 24. November 2015 im Wiener Gemeinderat statt; am gleichen Tag wurde der wiedergewählte Bürgermeister Michael Häupl als Landeshauptmann von Bundespräsident Heinz Fischer angelobt.

## Geschichte

### Regierungsbildung
Seit der Landtags- und Gemeinderatswahl 2010 regierte in Wien eine rot-grüne Koalition. Nach der Wahl 2015 einigten sich SPÖ und Grüne am 13. November 2015 mit einem 150-seitigen Koalitionspapier auf eine Wiederauflage der rot-grünen Koalition. Die Einigung wurde am 14. November 2015 von den Gremien der beiden Parteien angenommen.
Gegenüber der vorhergegangenen Landesregierung Häupl V blieb die Anzahl der Stadträte mit zwölf unverändert, allerdings musste die SPÖ Wien einen Stadtrat abgeben und war damit mit sechs Stadträten vertreten, die FPÖ bekam einen Stadtrat hinzu und stellte somit vier Stadträte. Die Grünen Wien und ÖVP konnten je einen Sitz halten. Die NEOS schafften den Einzug in den Landtag, waren jedoch in der Landesregierung nicht vertreten. Aufgrund des Wahlergebnisses gewann die FPÖ im Bundesrat ein Mandat von der ÖVP hinzu, die SPÖ Wien stellte somit sechs Bundesräte, die Wiener Freiheitlichen stellten vier und die Grünen einen.
Bei der SPÖ schied Christian Oxonitsch als Stadtrat aus; er wurde am 18. November 2015 zum neuen Klubchef des SPÖ-Landtagsklubs gewählt. Seine Agenden wurden auf mehrere andere Geschäftsgruppen verteilt: Den Bereich Bildung erhielt Sandra Frauenberger, der Bereich Jugend (MA 11/Jugendamt, Kinder- und Jugendanwaltschaft) gelangte zu Sonja Wehsely, der Bereich Sport sowie der Presse- und Informationsdienst der Stadt (PID) wurden Kulturstadtrat Andreas Mailath-Pokorny übertragen. Der Bereich Marktamt und Lebensmittelsicherheit wechselte von Frauenberger zu Ulli Sima.
Die SPÖ stellte (obwohl ihr dieser verfassungsmäßig zugekommen wäre) zugunsten der Grünen keinen Vizebürgermeister mehr, der Aufgabenbereich Wiener Stadtwerke der bisherigen Vizebürgermeisterin Renate Brauner wurde von Ulli Sima übernommen. Die FPÖ bekam mit Johann Gudenus erstmals einen Vizebürgermeister.
Der nach der Wahl als Obmann der Wiener ÖVP zurückgetretene Manfred Juraczka schied als nicht amtsführender Stadtrat aus und wurde neuer ÖVP-Klubobmann; diese Funktion übergab er nach der Hälfte der Legislaturperiode am 5. Juni 2018 an die im November 2015 neu in den Gemeinderat eingezogene Elisabeth Olischar. Bei der FPÖ wurde Dominik Nepp neuer Klubobmann, Klubchefin der NEOS wurde Beate Meinl-Reisinger, bei den Grünen behielt David Ellensohn die Funktion des Klubobmanns.
Bürgermeister Michael Häupl (SPÖ) wurde mit 52 von 100 Stimmen wiedergewählt. Maria Vassilakou wurde mit 51 Stimmen zur Vizebürgermeisterin, Johann Gudenus mit 40 Stimmen zum Vizebürgermeister gewählt. Bei den Stadträten erhielt Michael Ludwig (SPÖ) die meisten Stimmen (81), die wenigsten (41) erhielt Gernot Blümel (ÖVP).

### Weitere Entwicklung
Im Mai 2016 wurde bekannt, dass der bisherige nicht amtsführende Stadtrat David Lasar (FPÖ) im Juni 2016 in den Nationalrat wechseln werde, ihm folgte Ursula Stenzel in dieser Funktion nach, die am 29. Juni 2016 als neue nicht amtsführende Stadträtin der FPÖ angelobt wurde.
Am 13. Jänner 2017 gab Sonja Wehsely ihren Rücktritt als Stadträtin und Wechsel in die Führung von Siemens Healthineers per 1. April 2017 bekannt. Am 20. Jänner 2017 verkündete Michael Häupl, dass ihr Bildungsstadträtin Sandra Frauenberger als Gesundheitsstadträtin nachfolgen soll. Neuer Bildungsstadtrat wurde Jürgen Czernohorszky, dem wiederum der Gewerkschafter Heinrich Himmer als Stadtschulratspräsident nachfolgte. Am 26. Jänner 2017 wurde Sonja Wehsely verabschiedet und wurden Sandra Frauenberger und Jürgen Czernohorszky als Stadträte gewählt. Die Frauenagenden verblieben bei Frauenberger.
Am 27. Jänner 2018 übergab Michael Häupl im Rahmen eines außerordentlichen Landesparteitags seine Funktion als Wiener SPÖ-Landesparteiobmann an Michael Ludwig, am 24. Mai 2018 erfolgte auch die Übergabe als Wiener Bürgermeister an Ludwig.
Nach der Angelobung der Bundesregierung Kurz I am 18. Dezember 2017 folgte Vizebürgermeister Johann Gudenus Heinz-Christian Strache als Klubobmann im Nationalrat nach, Dominik Nepp wurde mit 25. Jänner 2018 Vizebürgermeister. Im Dezember 2017 wurde Anton Mahdalik als Nachfolger von Dominik Nepp als Klubobmann der Wiener Freiheitlichen designiert, Mahdalik musste dafür seine Funktion als nicht amtsführender Stadtrat aufgeben. Dessen Position übernahm Maximilian Krauss, der vom Nationalrat wieder ins Rathaus wechselte. Gernot Blümel, der Kanzleramtsminister wurde, folgte Markus Wölbitsch als nicht amtsführender Stadtrat nach.
Am 4. April 2018 gab Sandra Frauenberger ihren Rücktritt als Stadträtin mit 24. Mai 2018 bekannt. Kulturstadtrat Andreas Mailath-Pokorny gab am 12. April 2018 sein Ausscheiden aus der Wiener Stadtregierung bekannt. Am 24. April 2018 kündigte Christian Oxonitsch seinen Rücktritt als SPÖ-Klubobmann an.
Am 14. Mai 2018 wurde das neue SPÖ-Regierungsteam von Landesregierung und Stadtsenat Ludwig I präsentiert, am 24. Mai 2018 wurde Michael Ludwig zum Bürgermeister gewählt.

## Mitglieder von Stadtsenat und Landesregierung
| Amt                                                                          | Bild | Name                                           | Partei | Partei | Zuständigkeitsbereiche |
| ---------------------------------------------------------------------------- | ---- | ---------------------------------------------- | ------ | ------ | --- |
| Landeshauptmann Bürgermeister                                                |      | Michael Häupl                                  |        | SPÖ    | |
| Landeshauptmann-Stellvertreter Vizebürgermeister Stadtrat                    |      | Dominik Nepp                                   |        | FPÖ    | ohne Ressort; ab 25. Jänner 2018 |
| Landeshauptmann-Stellvertreterin Vizebürgermeisterin Amtsführende Stadträtin |      | Maria Vassilakou                               |        | Grüne  | Stadtentwicklung, Verkehr, Klimaschutz, Energieplanung und Bürgerbeteiligung                                                                 |
| Amtsführende Stadträtin                                                      |      | Renate Brauner                                 |        | SPÖ    | Finanzen, Wirtschaft und Internationales |
| Amtsführender Stadtrat                                                       |      | Michael Ludwig                                 |        | SPÖ    | Wohnen, Wohnbau und Stadterneuerung |
| Amtsführende Stadträtin                                                      |      | Sandra Frauenberger                            |        | SPÖ    | Frauen, Bildung, Integration, Jugend und Personal (bis 26. Jänner 2017) Frauen, Gesundheit, Soziales und Generationen (seit 26. Jänner 2017) |
| Amtsführender Stadtrat                                                       |      | Jürgen Czernohorszky seit 26. Jänner 2017      |        | SPÖ    | Bildung, Integration, Jugend und Personal |
| Amtsführender Stadtrat                                                       |      | Andreas Mailath-Pokorny                        |        | SPÖ    | Kultur, Wissenschaft und Sport |
| Amtsführende Stadträtin                                                      |      | Ulli Sima                                      |        | SPÖ    | Umwelt und Wiener Stadtwerke |
| Stadtrat                                                                     |      | Maximilian Krauss                              |        | FPÖ    | ohne Ressort, seit 25. Jänner 2018 Nachfolger von Anton Mahdalik                                                                             |
| Stadtrat                                                                     |      | Eduard Schock                                  |        | FPÖ    | ohne Ressort |
| Stadträtin                                                                   |      | Ursula Stenzel ab 29. Juni 2016                |        | FPÖ    | ohne Ressort, Nachfolgerin von David Lasar                                                                                                   |
| Stadtrat                                                                     |      | Markus Wölbitsch                               |        | ÖVP    | ohne Ressort, seit 25. Jänner 2018 Nachfolger von Gernot Blümel                                                                              |
| Vorzeitig ausgeschiedene Mitglieder der Landesregierung                      |      |                                                |        |        | |
| Landeshauptmann-Stellvertreter Vizebürgermeister Stadtrat                    |      | Johann Gudenus                                 |        | FPÖ    | ohne Ressort; Wechsel in den Nationalrat mit 20. Dezember 2017 Nachfolger Dominik Nepp                                                       |
| Stadtrat                                                                     |      | Gernot Blümel                                  |        | ÖVP    | ohne Ressort; Nachfolger Markus Wölbitsch |
| Stadtrat                                                                     |      | David Lasar ausgeschieden am 23. Juni 2016     |        | FPÖ    | ohne Ressort; Nachfolgerin Ursula Stenzel |
| Stadtrat                                                                     |      | Anton Mahdalik                                 |        | FPÖ    | ohne Ressort; bis 25. Jänner 2018 Nachfolger Maximilian Krauss                                                                               |
| Amtsführende Stadträtin                                                      |      | Sonja Wehsely ausgeschieden am 26. Jänner 2017 |        | SPÖ    | Gesundheit, Soziales und Generationen |